# Municipio de Emerald (Ohio)
El municipio de Emerald (en inglés: Emerald Township) es un municipio ubicado en el condado de Paulding en el estado estadounidense de Ohio. En el año 2010 tenía una población de 789 habitantes y una densidad poblacional de 9,3 personas por km².

## Geografía
El municipio de Emerald se encuentra ubicado en las coordenadas 41°12′47″N 84°31′29″O / 41.21306, -84.52472. Según la Oficina del Censo de los Estados Unidos, el municipio tiene una superficie total de 84.8 km², de la cual 84,71 km² corresponden a tierra firme y (0,11 %) 0,1 km² es agua.

## Demografía
Según el censo de 2010, había 789 personas residiendo en el municipio de Emerald. La densidad de población era de 9,3 hab./km². De los 789 habitantes, el municipio de Emerald estaba compuesto por el 94,93 % blancos, el 0,76 % eran afroamericanos, el 1,01 % eran amerindios, el 0,89 % eran asiáticos, el 1,39 % eran de otras razas y el 1,01 % eran de una mezcla de razas. Del total de la población el 3,04 % eran hispanos o latinos de cualquier raza.